# Roberto Pätzold
Roberto Pätzold (* 18. Juli 1979 in Berlin) ist ein deutscher Fußballtrainer, der ab der Saison 2024/25 den Frauen-Bundesligisten Bayer 04 Leverkusen trainiert.

## Karriere
Aktiv spielte Pätzold Fußball unterklassig beim SV Rot-Weiß Werneuchen, dem SV Empor Berlin und der Spvg Wesseling-Urfeld, bei Werneuchen und Wesseling-Urfeld agierte er auch als Jugendtrainer. Pätzold schloss die Sporthochschule Köln als diplomierter Sportwissenschaftler ab und arbeitete in der Folge für ein Jahr beim Hessischen Fußball-Verband, anschließend beim Badischen Fußballverband, wo er für die Koordinierung des Lehrgangswesens, der Traineraus- und Fortbildung sowie des Auswahltrainings verantwortlich war. Hauptamtlich beim DFB angestellt, wurde er im September 2012 Stützpunktkoordinator für Nordbayern.
Zur Saison 2014/15 übernahm Pätzold die Regionalligamannschaft des FC Eintracht Bamberg. Nach einem Sieg, zehn Unentschieden und fünf Niederlagen wurde er im Oktober 2014 freigestellt.
Seit der Saison 2015/16 trainierte Pätzold die A-Junioren (U19) des FC Ingolstadt 04, die in der A-Junioren-Bundesliga spielten. Nachdem er mit der Mannschaft als Aufsteiger den Klassenerhalt erreicht hatte, stieg er mit der Mannschaft in der Saison 2016/17 in die A-Junioren-Bayernliga ab. In der Saison 2017/18 gelang der direkte Wiederaufstieg.
Nach der Freistellung von Alexander Nouri übernahm Pätzold am 27. November 2018 übergangsweise die nach 14 Spieltagen auf dem letzten Tabellenplatz der 2. Bundesliga stehende Profimannschaft des FC Ingolstadt 04 und betreute sie am 1. Dezember 2018 beim Spiel gegen den Hamburger SV (1:2), ehe Jens Keller Cheftrainer der Mannschaft wurde. Pätzold, der seit März 2019 Fußballlehrer ist, kehrte zur U19 zurück, die er die restliche Saison 2018/19 sowie in den Spielzeiten 2019/20 und 2020/21 verantwortete.
Zur Saison 2021/22 wurde Pätzold zum Cheftrainer der Profimannschaft befördert, die zuvor unter Tomas Oral in die 2. Bundesliga aufgestiegen war. Nach einem Sieg, einem Unentschieden und sechs Niederlagen aus den ersten acht Ligaspielen wurde er Ende September 2021 auf dem vorletzten Platz stehend freigestellt.
Zur Saison 2022/23 übernahm er den österreichischen Zweitligisten FC Admira Wacker Mödling als Trainer, der zuvor unter der Führung von Andreas Herzog aus der Bundesliga abgestiegen war. Nachdem die Niederösterreicher in der Hinrunde nur sechs Siege geholt hatten, trennte sich die Admira im November 2022 von Pätzold.
Am 29. Januar 2024 übernahm er dann den Ligakonkurrenten FC Dornbirn 1913. Bereits am 1. Februar 2024 trennte sich Dornbirn wieder von Pätzold, nachdem Vereinbarungen mit einem Investor, die die Verpflichtung Pätzolds ermöglichen hätten sollen, nicht eingehalten worden waren.
Anfang Mai 2024 gab der Frauen-Bundesligist Bayer 04 Leverkusen bekannt, dass Pätzold zur kommenden Saison Cheftrainer wird.

## Erfolge
- Aufstieg in die A-Junioren-Bundesliga: 2018